# Marina South Pier
Marina South Pier – stacja podziemna Mass Rapid Transit (MRT) na North South Line w Singapurze. Stacja znajduje się w pobliżu Marina South Pier i Marina Bay Cruise Centre Singapore.